# الحجب (الحديدة)

تعديل مصدري - تعديل

الحجب هي إحدى قرى مديرية المنصورية، التابعة لمحافظة الحديدة اليمنية، بلغ تعداد سكانها 1875 نسمة حسب الإحصاء الذي أجري عام 2004.